# Lacul Piasino
Lacul Piassino (în rusă Пясино) este un lac mare cu apă dulce din ținutul Krasnoiarsk, în Federația Rusă.

## Geografie
Este situat în nordul Siberiei. Are o suprafață de 735 km2. Numeroase cursuri de apă se varsă în lac ale cărui ape se scurg în fluviul Piasina, care, la rândul său, se varsă în marea Kara. Lacul Piasino este înghețat din octombrie până în iunie. Este foarte bogat în pește.
Orașul industrial Norilsk se află la circa cincisprezece kilometri la sud de lac.